# Дауленов Салькен Дауленович
Салькен Дауленович Дауленов (каз. Сәлкен Дәуленұлы Дәуленов; 10 жовтня (27 вересня) 1907, аул Ігбай Уральської області, тепер Республіка Казахстан — 29 лютого 1984, місто Алма-Ата, тепер місто Алмати, Республіка Казахстан) — радянський партійний і державний діяч, голова Ради міністрів Казахської РСР (1961—1962). Депутат Верховної Ради Казахської 1—5-го скликань. Депутат Верховної Ради СРСР 6-го скликання. Член ЦК КПРС (1961—1963).

## Життєпис
Народився в бідній селянській родині. З 1919 по серпень 1925 року працював пастухом у баїв в аулі № 8 Алти-Карасуйської волості Темірського повіту Актюбінської губернії. У 1925 році вступив до комсомолу. З вересня 1925 по листопад 1927 року — вихованець дитячої комуни міста Актюбінська, де закінчив школу першого ступеня.
З листопада 1927 по серпень 1928 року — завідувач загального відділу Актюбінського повітового і губернського комітету комсомолу (ВЛКСМ).
З вересня 1928 по вересень 1931 року — студент робітничого факультету при Середньоазійському державному університеті в Ташкенті.
Член ВКП(б) з травня 1931 року.
У вересні 1931 — листопаді 1933 року — студент Середньоазійського планово-економічного в Ташкенті, закінчив три курси.
З грудня 1933 по липень 1934 року — заступник голови Джиргетальського районного виконавчого комітету Таджицької РСР.
З серпня 1934 по 1936 рік — начальник сектору кадрів, сектору районного планування, сектору планування культури і охорони здоров'я Державної планової комісії Казахської АРСР в Алма-Аті.
У листопаді 1936 — 1937 року — 2-й секретар, 1-й секретар Ленінського районного комітету КП(б) Казахстану міста Алма-Ати.
У грудні 1937 — 1938 року — 3-й секретар Алма-Атинського міського комітету КП(б) Казахстану.
27 лютого — 4 липня 1938 року — в.о. 3-го секретаря ЦК КП(б) Казахстану.
14 липня 1938 — 17 червня 1939 року — 2-й секретар ЦК КП(б) Казахстану.
Одночасно 15 липня 1938 — 25 вересня 1939 року — голова Верховної Ради Казахської РСР.
З жовтня 1939 по 1944 рік — директор Янгельського зернорадгоспу Абзеліловського району Башкирської АРСР.
З червня 1944 по 1945 рік — начальник Талди-Курганського обласного земельного управління Казахської РСР.
У квітні 1945 — 1950 року — голова виконавчого комітету Південно-Казахстанської обласної Ради депутатів трудящих.
Від лютого 1951 по 1953 рік — начальник Головного управління водного господарства при Раді міністрів Казахської РСР. У травні — листопаді 1953 року був начальником Головного управління з оргколгоспних справ Міністерства сільського господарства й заготівель Казахської РСР.
З листопада 1953 по 1954 рік — 1-й заступник міністра промисловості товарів широкого вжитку Казахської РСР.
У липні 1954 — червні 1957 року — міністр водного господарства Казахської РСР.
З червня 1957 по липень 1960 року — 1-й заступник міністра сільського господарства Казахської РСР. У липні — вересні 1960 року — 1-й заступник голови Державного планового комітету РМ Казахської РСР.
У вересні 1960 — січні 1961 року — 1-й секретар Семипалатинського обласного комітету КП Казахстану.
24 січня 1961 — 13 вересня 1962 року — голова Ради міністрів Казахської РСР.
У лютому 1963 — лютому 1966 року — голова Джамбульської обласної планової комісії Казахської РСР.
У лютому 1966 — квітні 1975 року — начальника відділу територіального планування Держплану Казахської РСР.
Від квітня 1975 року — персональний пенсіонер союзного значення в місті Алма-Аті.

## Нагороди
- три ордени Трудового Червоного Прапора (15.02.1939,)
- орден Вітчизняної війни І ст.
- ордени
- медалі